# Giovanni Roncari

Bischofswappen von Giovanni Roncari

Giovanni Roncari OFMCap (* 19. August 1949 in Verona) ist ein italienischer Ordensgeistlicher und emeritierter römisch-katholischer Bischof von Pitigliano-Sovana-Orbetello und Grosseto.

## Leben
Giovanni Roncari trat 1966 in das Noviziat der Kapuziner ein und legte am 20. August 1972 die ewige Profess ab. Am 22. März 1975 empfing er das Sakrament der Priesterweihe.
Papst Franziskus ernannte ihn am 1. Oktober 2015 zum Bischof von Pitigliano-Sovana-Orbetello. Der Erzbischof von Florenz, Giuseppe Kardinal Betori, spendete ihm am 21. November desselben Jahres die Bischofsweihe. Mitkonsekratoren waren der Koadjutorbischof von Albenga-Imperia, Guglielmo Borghetti, und der Bischof von Fiesole, Mario Meini. Die Amtseinführung im Bistum Pitigliano-Sovana-Orbetello fand am 29. November 2015 statt.
Am 19. Juni 2021 ernannte ihn Papst Franziskus zusätzlich zum Bischof von Grosseto unter gleichzeitiger Vereinigung der Bistümer Pitigliano-Sovana-Orbetello und Grosseto in persona episcopi. Die Amtseinführung im Bistum Grosseto fand am 9. August desselben Jahres statt.
Am 19. Dezember 2024 nahm Papst Franziskus seinen altersbedingten Rücktritt an.